# Burgemeester Van Tienhovengracht
De Burgemeester Van Tienhovengracht in Amsterdam Nieuw-West werd aangelegd in de jaren vijftig als onderdeel van de Westelijke Tuinsteden. De gracht ligt in Slotermeer en is het verlengde van de Erasmusgracht. De gracht eindigt in een zwaaikom bij het Plein '40-'45.
De gracht kreeg zijn naam in 1952 en werd genoemd naar Gijsbert van Tienhoven (1841-1914), burgemeester van Amsterdam van 1880 tot 1891.
De gracht is de enige in de Westelijke Tuinsteden die geheel op stadspeil (NAP -0,40 m) ligt. De later gegraven grachten zijn gelegd op het lager gelegen polderpeil (NAP -2,10 m)
Evenwijdig aan de Burgemeester Van Tienhovengracht ligt het Gerbrandypark. Over de gracht ligt in de Burgemeester Fockstraat een brug (brug 609) van Piet Kramer uit 1953. Ook de Burgemeester Eliasstraat heeft een brug (Tineke Guilonardbrug, brug 611) over deze gracht.
In het uit 1935 daterende Algemeen Uitbreidingsplan zou het kanaal in westelijke richting verlengd worden naar Geuzenveld, onder de Slotermeerlaan door, zodat een rechtstreekse verbinding zou ontstaan tussen Slotermeer, Geuzenveld en Osdorp. Deze verbinding is echter nooit gerealiseerd, omdat de wateren ten westen en ten zuiden van de Burgemeester Van Tienhovengracht op het lagere polderpeil werden aangelegd. Aan het einde van de gracht staat sinds 1962 het Tuinstadhuis (voorheen hoofdkantoor van de NVV).
Sinds de instelling van de stadsdelen in 1990 lag de gracht in Geuzenveld-Slotermeer, sinds 2010 in Nieuw-West.